# 모리타 카즈요시 아워 와랏테 이이토모!

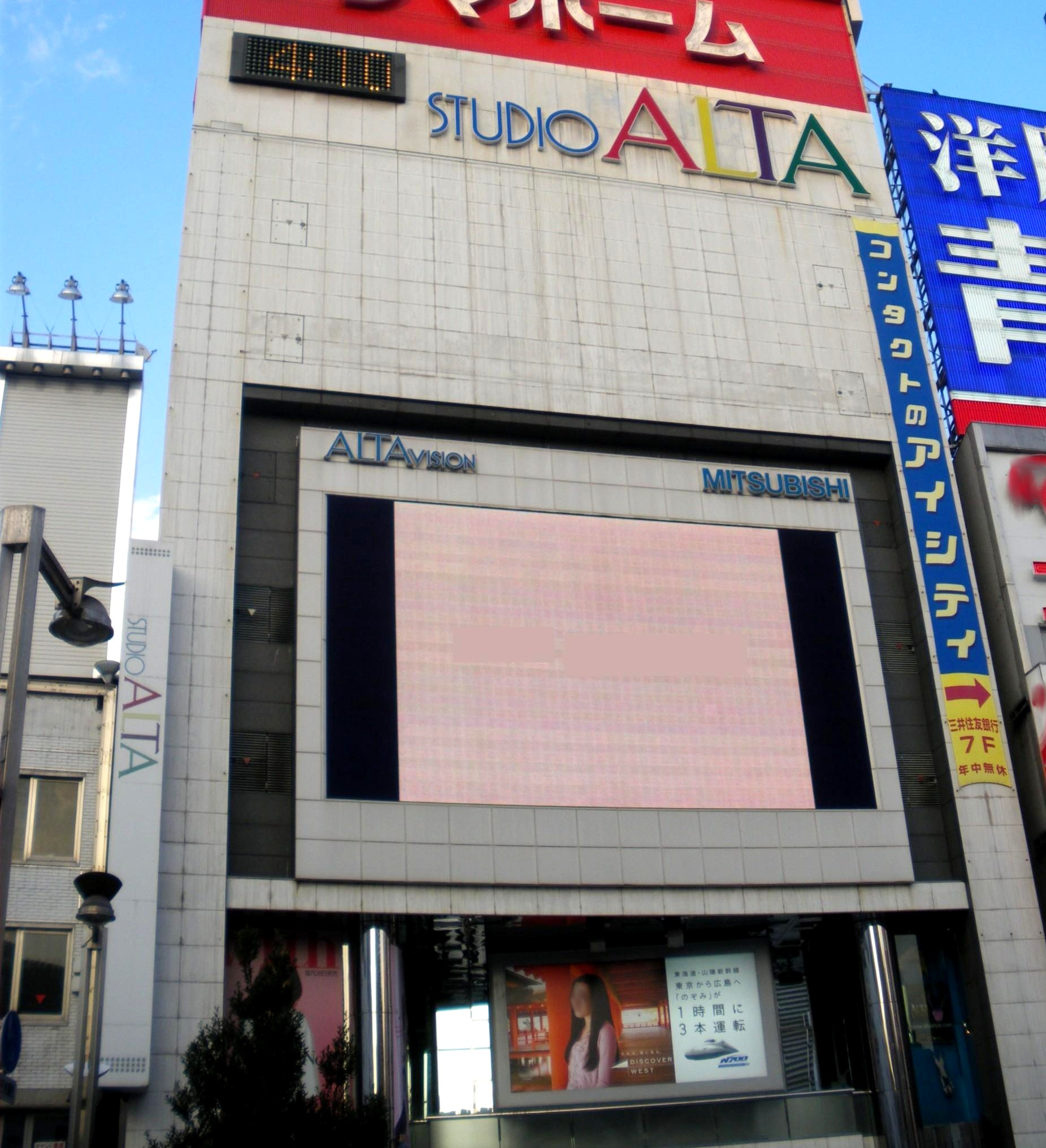
방송 녹화가 진행되는 스튜디오 알타

《모리타 카즈요시 아워 와랏테 이이토모!》(일본어: 森田一義アワー 笑っていいとも!, 한국어: 웃어도 좋다고!)는 후지 TV 계열에서 1982년 10월 4일부터 평일 12:00 - 13:00 (JST)에, 타모리(본 프로그램에서는 본명 "모리타 카즈요시" 명의)로 진행을 맡고 있는 일본의 대표적인 생방송 버라이어티 토크 프로그램이다. 통칭은 〈"와랏테 이이토모!"〉, 〈"이이토모!"〉
또한, 타모리가 현재 사회를 맡는 프로그램 중에서는 (같은 국(후지 TV)의 "증간호"를 포함해), TV 아사히 《타모리 클럽》과 대등한 방송 기간의 장수 프로그램이다.

## 개요
1980년 10월 1일부터 1982년 10월 1일까지 2년간에 걸쳐 생방송 된 전 프로그램인 버라이어티 프로그램 《웃을 때입 니다!》의 후속 프로그램으로, 1982년 10월 4일부터 이 프로그램이 방송된 같은 시기인 1981년 4월 5일부터 1982년 10월 3일까지 1년 반에 걸쳐 방송 된 버라이어티 프로그램이자, 다시 1982년 10월 24일부터 후속 프로그램으로 방송 된 이 프로그램의 자매 프로그램으로, 버라이어티 프로그램의 《와랏테 이이토모! 증간호》의 2개 프로그램이 매주 일요일 (10:00 - 11:45)에 방송 시작되었다.
현재는 평일에 생방송 되고 있는 이 프로그램과 매주 일요일 (10:00 - 11:45)에 방송되는 버라이어티 프로그램의 《와랏테 이이토모! 증간호》와 매년 연말 연시에 생방송되는 《와랏테 이이토모! 특대호》와 함께, 매년 여름에 생방송되는 《FNS27시간 TV》에서 일요일 오전부터 오후 점심 시간 (10:30 - 12:30)에 걸쳐 생방송되는 《와랏테 이이토모! 증간호 생방송 스페셜》 등 4개 프로그램이 방송되고 있다.
기본적인 프로그램의 흐름은 "오프닝 → 일일 코너 1개 → 텔레폰 쇼킹 → 일일 코너 2개 → 일일 코너 3개 → 요일 대항 이이토모 CUP → 엔딩" 순서로 방송하고 있다.
일일 게스트 출연의 〈텔레폰 쇼킹〉은 각 1인의 게스트로 각 요일에 일일 코너 게스트가 선전이나 번선을 겸해, 1조 ~ 2조 (공휴일의 경우에는 많은 출연진들이 등장하고 있다). 또한 게스트의 출연진들은 탤런트, 배우, 개그맨, 작가, 작사가, 작곡가, 소설가, 뮤지션, 엔카 가수, 프리 아나운서, 정치인, 스포츠 선수 또한 후지 TV와 다른 계열사의 방송국의 현역 아나운서 등 다양한 분야의 인물이 게스트 출연을 하고 있다. 대한민국의 연예인이나 유명 인사들도 한류 바람이 불면서 드라마나 영화의 홍보를 위해 출연하고 있다.

## 파생 된 프로그램
- 《와랏테 이이토모! 스페셜》
- 《와랏테 이이토모! 증간호》
  - 《와랏테 이이토모! 증간호 생방송 스페셜》
  - 《와랏테 이이토모! 증간호 신춘 스페셜》
  - 《와랏테 이이토모! 신춘 축제》
- 《와랏테 이이토모! 특대호》
- 《FNS27시간 TV 생방송 스페셜》
  - 《FNS27시간 TV (2012년)》
  - 《FNS27시간 TV 와랏테 이이토모! 한여름의 초단결 특대호! 밤새워 노력해도 괜찮을까?》
- 《와랏테 이이토모! 봄·가을의 제전 스페셜》
- 《와랏테 이이토모! 봄·가을 드라마 특대호》

외